# Eudes II de Borgonya

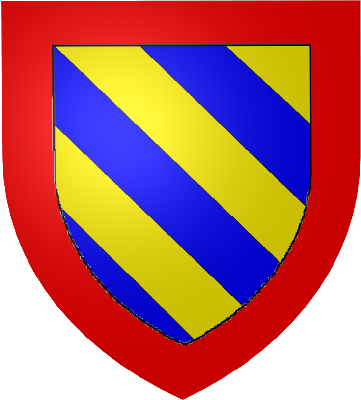
Escut del ducat de Borgonya, usat per primera vegada sota el mandat d'Eudes II de Borgonya

Eudes II de Borgonya (1118 - 1162), duc de Borgonya (1143-1162).

## Orígens familiars
Nasqué l'any 1118 sent el tercer fill, el primer mascle, del duc Hug II de Borgonya i la seva esposa Matilde de Mayenne. Era net per línia paterna del duc Eudes I de Borgonya i Sibil·la de Borgonya, i per línia materna de Bosó I de Turena.

## Ducat de Borgonya
Abans de rebre el ducat de mans del seu pare, Eudes II viatjà fins a Portugal en la lluita cristiana contra els musulmans.
A l'adveniment de Lluís VII de França al tron francès, Eudes II rebutjà rendir-li homenatge tal com havien fet els seus predecessors. El papa Adrià IV, però, l'obligà a fer-ho sota amenaça d'excomunió.

## Núpcies i descendents
Es casà el 1145 amb Maria de Blois, filla del comte Teobald II de Xampanya i de Matilde de Caríntia. D'aquesta unió nasqueren:
- la infanta Alícia de Borgonya (1146-1192), casada el 1164 amb Arquimbald de Borbó
- l'infant Hug III de Borgonya (1148-1192), duc de Borgonya
- la infanta Matilde de Borgonya (?-1202), casada amb Robert IV d'Alvèrnia

Eudes II morí el 27 de setembre de 1162 en viatge de peregrinació a Terra Santa per expiar els seus pecats, sent enterrat a Citeaux.